# Телетов, Никита Егорович
Никита Егорович Телетов (1852—1916) — российский купец, предприниматель и общественный деятель.

## Биография
Родился в 1852 году в семье армянского купца и предпринимателя Григора (Егора) Телетова.
С середины 1880-х годов он стал значительной фигурой в экономической и общественной жизни Астрахани, в 1889 году был причислен к купеческому сословию. Вместе с братом Артемием продолжили дело своего отца, который был владельцем крупнейшего кирпичного завода, основанного в 1814 году. Вместе с другим братом — Сергеем, Никита Егорович владел фабрикой масляных красок. За достижения в этой области они с братом были награждены медалью Казанской научно-промышленной выставки 1890 года, медалью Астраханской выставки 1864 года и похвального отзыва Императорского Русского технического общества. Также братья Телетовы занимались строительством и эксплуатация доходных домов, в которых арендовали помещения арендовали частные предприниматели и крупные фирмы.
Н. Е. Телетов принимал участие и в общественной жизни города: в 1893 году впервые стал кандидатом в гласные Астраханской городской думы, в 1896 году снова участвовал в выборах в городскую думу. В 1897 году Никита Егорович стал гласным (депутатом) городской думы, в 1903 году был снова переизбран. Телетов в период с 1895 по 1908 год входил в Попечительский совет армянского Агабабовского училища и в попечительский совет Армянского епархиального женского училища. В 1893—1894 годах был членом совета церковного попечительства о бедных армянах в Астрахани, а в 1900-х годах являлся его казначеем. В 1914-1916 годах он входил во 2-е Городское присутствие по налогу с недвижимых имуществ.
Умер в 1916 году. 

### Семья
Жена — Анна Николаевна Телетова (1862—1961); в семье было семеро детей: сыновья Георгий и Иосиф, а также дочери — Елизавета, Мария, Марта, Екатерина и Евва. 
Анна Николаевна была казначеем Армянского женского благотворительного общества, размещавшегося во дворе армянского Успенского собора и в 1906—1907 годах являлась вице-председательницей этого общества (существовало на месте нынешнего мемориального сквера «Армения»).